# Akademia Nauk Stosowanych im. Stanisława Staszica w Pile
Akademia Nauk Stosowanych im. Stanisława Staszica w Pile – publiczna uczelnia zawodowa z siedzibą w Pile, która została utworzona 1 sierpnia 2000 na podstawie rozporządzenia Rady Ministrów z dnia 8 lipca 2000. Uczelnia ma siedzibę przy ulicy Podchorążych 10.

## Kształcenie
W 2019 r. otwarto Centrum Symulacji Medycznych, w którym kształcą się studenci kierunku pielęgniarstwo. Całkowity koszt przedsięwzięcia wyniósł 2 557 000 zł.
Uczelnia bierze także udział w programie Erasmus+.

### Studia licencjackie
- ekonomia
- filologia
- pedagogika
- fizjoterapia
- kryminalistyka z kryminologią
- kosmetologia
- pielęgniarstwo
- ratownictwo medyczne

### Studia inżynierskie
- budownictwo
- elektrotechnika
- mechanika i budowa maszyn
- transport

### Studia magisterskie
- ekonomia
- fizjoterapia
- pielęgniarstwo
- pedagogika

## Rektorzy
- dr hab. inż. Jerzy Smyczek (od 1.09.2000 do 31.03.2001)
- dr hab. Wiesław Ambrozik (od 1.04.2001 do 31.08.2001)
- prof. dr hab. Kazimierz Pająk (od 1.09.2001 do 31.08.2009)
- prof. dr hab. Adam Marcinkowski (od 1.09.2009 do 31.08.2013)
- prof. nadzw. dr hab. Donat Mierzejewski (od 01.09.2013)[4]